# Società Sportiva Lazio 1996-1997
Questa voce raccoglie le informazioni riguardanti la Società Sportiva Lazio nelle competizioni ufficiali della stagione 1996-1997.

## Stagione

L'esterno ceco Pavel Nedvěd, rivelazione del e neoacquisto della stagione.

Nella stagione 1996-1997 arriva in biancoceleste Pavel Nedvěd, centrocampista messosi in luce in estate all'europeo con la maglia della Rep. Ceca; vi è anche l'arrivo di Igor Protti, capocannoniere del precedente torneo.
La Lazio si classificata al quarto posto, centrando così un'altra qualificazione alla Coppa UEFA. Il girone di andata, con Zdenek Zeman in panchina, si chiude con soli 23 punti; nella prima giornata di ritorno i biancocelesti incappano in una sconfitta interna per 1-2 contro il Bologna, che determina l'esonero del tecnico boemo. Sulla panchina della Lazio arriva Dino Zoff, che riprende così ad allenare dopo avere trascorso gli anni precedenti da presidente del sodalizio biancoceleste: nelle sedici giornate che restano la squadra mette insieme ben 32 punti, che portano i capitolini a prendersi il quarto posto con 54 punti.
Il cammino in Coppa UEFA dei laziali, dopo avere superato nei trentaduesimi di finale i francesi del Lens, termina al turno successivo per mano del Tenerife, vincente per 5-3 nella gara di ritorno, parziale che vanifica il successo biancoceleste per 1-0 all'andata. Nella Coppa Italia la Lazio entra in scena nel secondo turno: supera l'Avellino, quindi nel terzo turno estromette il Verona, finché nei quarti di finale il Napoli ha la meglio sui capitolini nel doppio confronto.
Con 15 reti, Giuseppe Signori è il miglior marcatore stagionale della squadra.

## Divise e sponsor
Lo sponsor tecnico per la stagione 1996-1997 si conferma Umbro, mentre lo sponsor ufficiale cambia e diventa Cirio.
| Casa | Trasferta |  | Terza divisa |

## Organigramma societario
Area direttiva
- Proprietario: Sergio Cragnotti
- Presidente: Dino Zoff
- Amministratore delegato: Elisabetta Cragnotti

Area tecnica
- Direttore sportivo: Nello Governato
- Allenatore: Zdeněk Zeman, da gennaio Dino Zoff
- Allenatore in seconda: Vincenzo Cangelosi, da gennaio Corrado Corradini

## Rosa
| N. |                      | Ruolo | Calciatore          |
| -- | -------------------- | ----- | ------------------- |
| 1  | Italia (bandiera)    | P     | Luca Marchegiani    |
| 2  | Italia (bandiera)    | D     | Paolo Negro         |
| 3  | Sudafrica (bandiera) | D     | Mark Fish           |
| 4  | Italia (bandiera)    | C     | Dario Marcolin      |
| 5  | Italia (bandiera)    | D     | Giuseppe Favalli    |
| 6  | Argentina (bandiera) | D     | José Chamot         |
| 7  | Italia (bandiera)    | A     | Roberto Rambaudi    |
| 8  | Italia (bandiera)    | A     | Renato Buso         |
| 9  | Italia (bandiera)    | A     | Pierluigi Casiraghi |
| 10 | Italia (bandiera)    | A     | Igor Protti         |
| 11 | Italia (bandiera)    | A     | Giuseppe Signori    |
| 12 | Italia (bandiera)    | P     | Fernando Orsi       |

| N. |                      | Ruolo | Calciatore           |
| -- | -------------------- | ----- | -------------------- |
| 13 | Italia (bandiera)    | D     | Alessandro Nesta     |
| 14 | Italia (bandiera)    | C     | Diego Fuser          |
| 15 | Italia (bandiera)    | C     | Roberto Baronio      |
| 16 | Australia (bandiera) | C     | Paul Okon            |
| 17 | Svizzera (bandiera)  | D     | Guerino Gottardi     |
| 18 | Rep. Ceca (bandiera) | C     | Pavel Nedvěd         |
| 19 | Italia (bandiera)    | C     | Daniele Franceschini |
| 20 | Italia (bandiera)    | D     | Alessandro Grandoni  |
| 21 | Italia (bandiera)    | C     | Marco Piovanelli     |
| 22 | Italia (bandiera)    | P     | Carlo Cudicini       |
| 23 | Italia (bandiera)    | C     | Giorgio Venturin     |

## Calciomercato

### Sessione estiva
| Acquisti | Acquisti         | Acquisti        | Acquisti      |
| R.       | Nome             | da              | Modalità      |
| -------- | ---------------- | --------------- | ------------- |
| P        | Carlo Cudicini   | Milan           | prestito      |
| P        | Flavio Roma      | Venezia         | fine prestito |
| D        | Mark Fish        | Orlando Pirates | definitivo    |
| C        | Roberto Baronio  | Brescia         | definitivo    |
| C        | Pavel Nedvěd     | Sparta Praga    | definitivo    |
| C        | Paul Okon        | Club Bruges     | definitivo    |
| C        | Giorgio Venturin | Cagliari        | fine prestito |
| A        | Renato Buso      | Napoli          | definitivo    |
| A        | Marco Di Vaio    | Verona          | fine prestito |
| A        | Igor Protti      | Bari            | definitivo    |

| Cessioni | Cessioni              | Cessioni    | Cessioni      |
| R.       | Nome                  | a           | Modalità      |
| -------- | --------------------- | ----------- | ------------- |
| P        | Francesco Mancini     | Foggia      | fine prestito |
| P        | Flavio Roma           | Fiorenzuola | prestito      |
| D        | Cristiano Bergodi     | Padova      | definitivo    |
| D        | Alessandro Romano     | Brescia     | definitivo    |
| C        | Roberto Di Matteo     | Chelsea     | definitivo    |
| C        | Massimiliano Esposito | Napoli      | definitivo    |
| C        | Aron Winter           | Inter       | definitivo    |
| A        | Alen Bokšić           | Juventus    | definitivo    |
| A        | Marco Di Vaio         | Bari        | prestito      |
| A        | Alessandro Iannuzzi   | Vicenza     | prestito      |

### Sessione autunnale
| Acquisti | Acquisti | Acquisti | Acquisti |
| R.       | Nome     | a        | Modalità |
| -------- | -------- | -------- | -------- |

| Cessioni | Cessioni             | Cessioni         | Cessioni |
| R.       | Nome                 | a                | Modalità |
| -------- | -------------------- | ---------------- | -------- |
| C        | Daniele Franceschini | Castel di Sangro | prestito |

## Risultati

### Serie A

#### Girone di andata
| Arbitro: | Trentalange (Torino) |

|                 |           |  |
| D. Fontolan 35’ | Marcatori |  |

| Arbitro: | Racalbuto (Gallarate) |

|  |           |                |
|  | Marcatori | 73’ (rig.) Bia |

| Arbitro: | Collina (Viareggio) |

|             |           |             |
| Angloma 40’ | Marcatori | 33’ Signori |

| Arbitro: | Boggi (Salerno) |

|                          |           |               |
| Protti 25’ Casiraghi 62’ | Marcatori | 66’ D. Baggio |

| Firenze 12 ottobre 1996, ore 15:00 5ª giornata | Fiorentina        | 0 – 0 referto | Lazio | Stadio Artemio Franchi (37 076 spett.)\| Arbitro: \| Messina (Bergamo) \| |
| Arbitro:                                       | Messina (Bergamo) |               |       |                                                                           |

| Arbitro: | Bolognino (Milano) |

|                        |           |               |
| Nedvěd 22’ Signori 49’ | Marcatori | 77’ Banchelli |

| Arbitro: | Cesari (Genova) |

|                           |           |           |
| Lentini 4’ F. Inzaghi 49’ | Marcatori | 75’ Negro |

| Arbitro: | Nicchi (Arezzo) |

|  |           |                       |
|  | Marcatori | 35’ Murgita 90’ Maini |

| Arbitro: | Treossi (Forlì) |

|             |           |                             |
| Scienza 27’ | Marcatori | 5’, 40’ (rig.), 54’ Signori |

| Arbitro: | Boggi (Salerno) |

|           |           |               |
| Negro 82’ | Marcatori | 6’ R. Mancini |

| Arbitro: | Borriello (Mantova) |

|  |           |                          |
|  | Marcatori | 84’ Nedvěd 90’ Casiraghi |

| Roma 8 dicembre 1996, ore 15:00 12ª giornata | Lazio                | 0 – 0 referto | Roma | Stadio Olimpico (64 488 spett.)\| Arbitro: \| Pairetto (Nichelino) \| |
| Arbitro:                                     | Pairetto (Nichelino) |               |      |                                                                       |

| Arbitro: | Ceccarini (Livorno) |

|              |           |                                 |
| Gautieri 79’ | Marcatori | 71’ Rambaudi 81’ (rig.) Signori |

| Arbitro: | Nicchi (Arezzo) |

|          |           |  |
| Cruz 90’ | Marcatori |  |

| Arbitro: | Treossi (Forlì) |

|                                        |           |  |
| Signori 22’ Casiraghi 45’ Grandoni 55’ | Marcatori |  |

| Arbitro: | Braschi (Prato) |

|                      |           |          |
| Orlandini 61’ (rig.) | Marcatori | 33’ Fish |

| Arbitro: | Messina (Bergamo) |

|  |           |                   |
|  | Marcatori | 31’, 62’ Padovano |

#### Girone di ritorno
| Arbitro: | Bazzoli (Merano) |

|               |           |                         |
| Casiraghi 46’ | Marcatori | 42’ Andersson 59’ Nervo |

| Arbitro: | Farina (Novi Ligure) |

|                            |           |                             |
| M. Amoroso 79’ (rig.), 90’ | Marcatori | 17’, 61’ Signori 88’ Nedvěd |

| Arbitro: | Ceccarini (Livorno) |

|                       |           |                            |
| Fuser 24’ Signori 72’ | Marcatori | 60’ Zamorano 62’ Djorkaeff |

| Arbitro: | Collina (Viareggio) |

|                      |           |  |
| Stanic 3’ Chiesa 26’ | Marcatori |  |

| Arbitro: | Borriello (Mantova) |

|           |           |  |
| Negro 90’ | Marcatori |  |

| Cagliari 9 marzo 1997, ore 15:00 23ª giornata | Cagliari             | 0 – 0 referto | Lazio | Stadio Sant'Elia (14 698 spett.)\| Arbitro: \| Farina (Novi Ligure) \| |
| Arbitro:                                      | Farina (Novi Ligure) |               |       |                                                                        |

| Arbitro: | Trentalange (Torino) |

|                                                |           |                           |
| Mirković 36’ (aut.) Sottil 38’ (aut.) Buso 84’ | Marcatori | 53’ Lentini 83’ D. Morfeo |

| Arbitro: | Bolognino (Milano) |

|  |           |                      |
|  | Marcatori | 19’ Nedvěd 90’ Fuser |

| Arbitro: | Pellegrino (Barcellona Pozzo di Gotto) |

|                                 |           |  |
| Signori 31’ (rig.) Rambaudi 73’ | Marcatori |  |

| Arbitro: | Treossi (Forlì) |

|                     |           |  |
| Montella 67’ (rig.) | Marcatori |  |

| Arbitro: | Racalbuto (Gallarate) |

|                                                         |           |                |
| Signori 12’ (rig.) Nedvěd 16’, 66’ Protti 22’, 32’, 37’ | Marcatori | 42’ Simutenkov |

| Arbitro: | Boggi (Salerno) |

|          |           |              |
| Balbo 3’ | Marcatori | 90+1’ Protti |

| Arbitro: | Bettin (Padova) |

|                                            |           |           |
| Signori 7’ Rambaudi 45’ Casiraghi 48’, 51’ | Marcatori | 86’ Pizzi |

| Arbitro: | Farina (Novi Ligure) |

|                              |           |                    |
| Casiraghi 24’ Fuser 39’, 71’ | Marcatori | 10’ Ayala 66’ Beto |

| Arbitro: | Pairetto (Nichelino) |

|               |           |                             |
| Weah 41’, 64’ | Marcatori | 56’ (aut.) Boban 86’ Nedvěd |

| Arbitro: | Nicchi (Arezzo) |

|                                         |           |                    |
| Signori 4’, 35’ Protti 23’ Rambaudi 74’ | Marcatori | 33’ (rig.) Maniero |

| Arbitro: | Racalbuto (Gallarate) |

|                             |           |                          |
| C. Vieri 31’ N. Amoruso 52’ | Marcatori | 73’ Casiraghi 85’ Protti |

### Coppa Italia

#### Fase ad eliminazione diretta
| Arbitro: | Ceccarini (Livorno) |

|  |           |               |
|  | Marcatori | 26’ Casiraghi |

| Arbitro: | Collina (Viareggio) |

|               |           |                        |
| Orlandini 45’ | Marcatori | 8’ Rambaudi 23’ Nedvěd |

#### Fase finale
| Arbitro: | Trentalange (Torino) |

|             |           |  |
| Aglietti 3’ | Marcatori |  |

| Arbitro: | Collina (Viareggio) |

|               |           |          |
| Casiraghi 21’ | Marcatori | 28’ Caio |

### Coppa UEFA
| Arbitro: | Rowbotham |

|  |           |            |
|  | Marcatori | 85’ Chamot |

| Arbitro: | Grabher |

|           |           |            |
| Fuser 44’ | Marcatori | 67’ Šmicer |

| Arbitro: | Puhl |

|            |           |  |
| Nedvěd 66’ | Marcatori |  |

| Arbitro: | Koho |

|                                                           |           |                                    |
| Nesta 16’ (aut.) Kodro 27’ Juanele 39’, 62’ Jokanović 48’ | Marcatori | 14’ Nedvěd 31’ Fuser 47’ Casiraghi |

## Statistiche

### Statistiche di squadra
| Competizione | Punti | In casa | In casa | In casa | In casa | In casa | In casa | In trasferta | In trasferta | In trasferta | In trasferta | In trasferta | In trasferta | Totale | Totale | Totale | Totale | Totale | Totale | DR  |
| Competizione | Punti | G       | V       | N       | P       | Gf      | Gs      | G            | V            | N            | P            | Gf           | Gs           | G      | V      | N      | P      | Gf     | Gs     | DR  |
| ------------ | ----- | ------- | ------- | ------- | ------- | ------- | ------- | ------------ | ------------ | ------------ | ------------ | ------------ | ------------ | ------ | ------ | ------ | ------ | ------ | ------ | --- |
| Serie A      | 55    | 17      | 10      | 3       | 4       | 34      | 19      | 17           | 5            | 7            | 5            | 20           | 18           | 34     | 15     | 10     | 9      | 54     | 37     | +17 |
| Coppa Italia |       | 1       | 0       | 1       | 0       | 1       | 1       | 3            | 2            | 0            | 1            | 3            | 2            | 4      | 2      | 1      | 1      | 4      | 3      | +1  |
| Coppa UEFA   |       | 2       | 1       | 1       | 0       | 2       | 1       | 2            | 1            | 0            | 1            | 4            | 5            | 4      | 2      | 1      | 1      | 6      | 6      | 0   |
| Totale       |       | 20      | 11      | 5       | 4       | 37      | 21      | 22           | 8            | 7            | 7            | 27           | 25           | 42     | 19     | 12     | 11     | 64     | 46     | +18 |

### Statistiche dei giocatori
Nel conteggio delle reti realizzate si aggiungano tre autoreti a favore in campionato.
| Giocatore       | Serie A  | Serie A | Coppa Italia | Coppa Italia | Coppa UEFA | Coppa UEFA | Totale   | Totale |
| Giocatore       | Presenze | Reti    | Presenze     | Reti         | Presenze   | Reti       | Presenze | Reti   |
| --------------- | -------- | ------- | ------------ | ------------ | ---------- | ---------- | -------- | ------ |
| R. Baronio      | 15       | 0       | 2            | 0            | 1          | 0          | 18       | 0      |
| R. Buso         | 16       | 1       | 2            | 0            | -          | -          | 18       | 1      |
| P. Casiraghi    | 24       | 8       | 4            | 2            | 3          | 1          | 31       | 11     |
| J. Chamot       | 29       | 0       | 2            | 0            | 3          | 1          | 34       | 1      |
| C. Cudicini     | 1        | -1      | -            | -            | -          | -          | 1        | -1     |
| G. Favalli      | 26       | 0       | 3            | 0            | 2          | 0          | 31       | 0      |
| M. Fish         | 15       | 1       | 2            | 0            | -          | -          | 17       | 1      |
| D. Franceschini | 1        | 0       | -            | -            | -          | -          | 1        | 0      |
| D. Fuser        | 31       | 4       | 3            | 0            | 4          | 2          | 38       | 6      |
| G. Gottardi     | 18       | 0       | 3            | 0            | 3          | 0          | 24       | 0      |
| A. Grandoni     | 19       | 1       | 3            | 0            | 2          | 0          | 24       | 1      |
| L. Marchegiani  | 32       | -32     | 4            | -3           | 4          | -6         | 40       | -41    |
| D. Marcolin     | 13       | 0       | 3            | 0            | 3          | 0          | 19       | 0      |
| P. Nedvěd       | 32       | 7       | 3            | 1            | 3          | 2          | 38       | 10     |
| P. Negro        | 27       | 3       | 3            | 0            | 4          | 0          | 34       | 3      |
| A. Nesta        | 25       | 0       | 4            | 0            | 4          | 0          | 33       | 0      |
| P. Okon         | 14       | 0       | 2            | 0            | 2          | 0          | 18       | 0      |
| F. Orsi         | 3        | -4      | -            | -            | -          | -          | 3        | -4     |
| M. Piovanelli   | 11       | 0       | 2            | 0            | 3          | 0          | 16       | 0      |
| I. Protti       | 27       | 7       | 3            | 0            | 4          | 0          | 34       | 7      |
| R. Rambaudi     | 28       | 4       | 4            | 1            | 4          | 0          | 36       | 5      |
| G. Signori      | 32       | 15      | 4            | 0            | 3          | 0          | 39       | 15     |
| G. Venturin     | 16       | 0       | -            | -            | -          | -          | 16       | 0      |